# Kriptoxantin
A kriptoxantin (E161c) egy természetes karotinoid. Nagyon sok élelmiszerben megtalálható, például a narancs, a papaya, a tojássárga, és a vaj is tartalmazza.

## Kémiai besorolása
Szerkezetét tekintve a kriptoxantin a béta-karotinhoz nagyon hasonló felépítésű, mindössze egy hidroxil-csoportban tér el tőle. A karotinoidok családjába, a xantofillok csoportjába tartozik.
Tiszta állapotban a kriptoxantin piros színű, enyhe fémes csillogással. Kloroformban, benzolban piridinben és szén-diszulfidban oldékony.

## Biológiai jelentősége
A kriptoxantint a szervezet retinollá alakítja, mely az A-vitamin előanyaga, ezen kívül antioxidáns, és mint ilyen a szabad gyökök megkötésében játszik fontos szerepet. 